# Scammell Commander

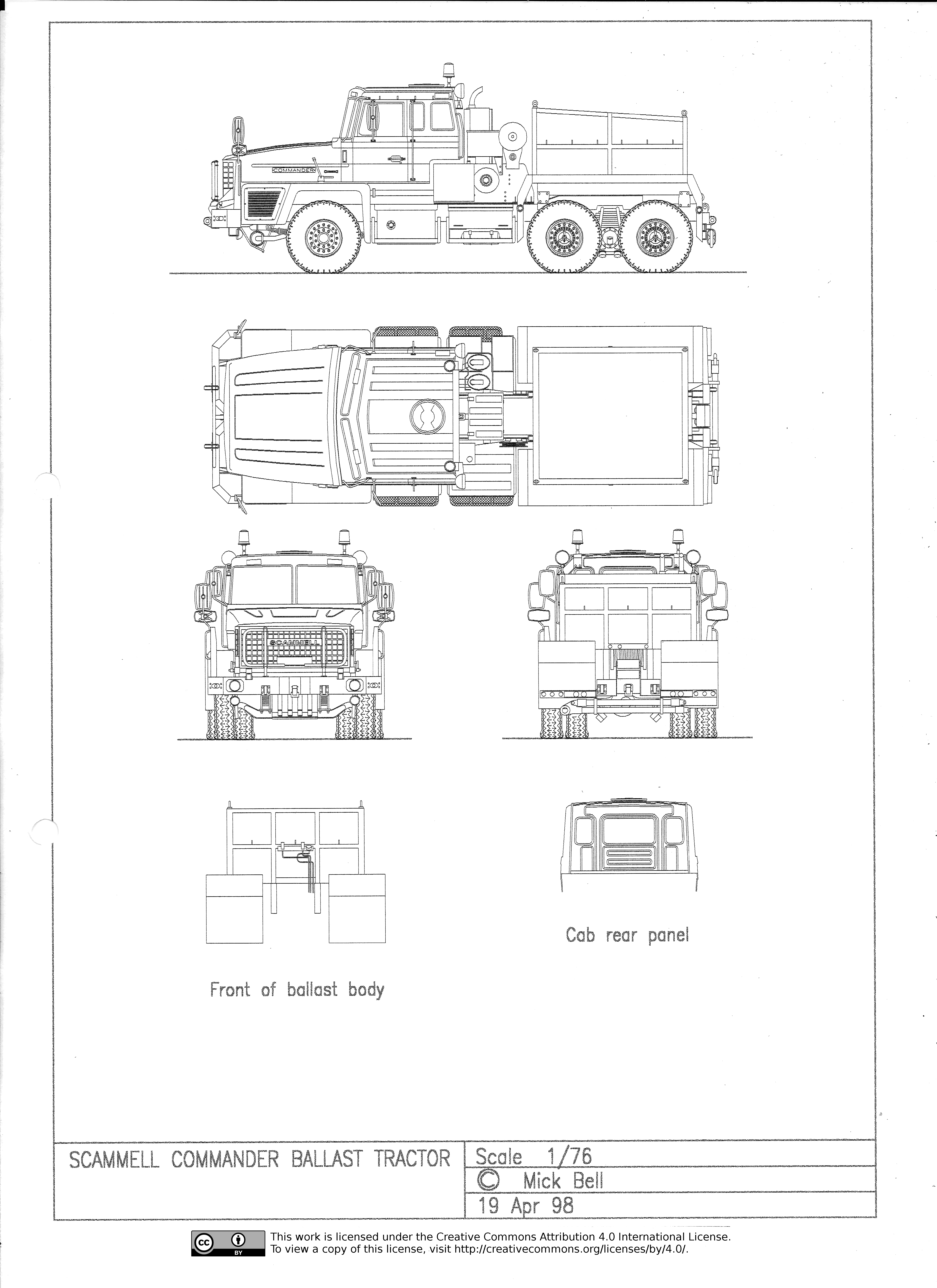
Tekeningen van de Commander

De Scammell Commander was een trekker geschikt voor zeer zwaar transport van tanks die door Scammell Lorries werd vervaardigd voor de logistieke dienst van het Britse leger.

## Geschiedenis
Met de introductie van de 62 ton zware Challenger 1 tank was een nieuwe trekker voor het transport noodzakelijk. De in dienst zijnde Thornycroft Mighty Antar was onvoldoende krachtig voor het transport van deze zware tank. Scammell begon medio jaren 1970 met de ontwikkeling van deze vrachtwagen. In 1978 waren drie prototypes gereed, twee hiervan waren uitgerust met een Rolls-Royce CV12 TCE dieselmotor en in de derde was een Amerikaanse Cummins KTA 600 dieselmotor gemonteerd.
Het duurde tot 1982 voordat de order voor 125 exemplaren en 117 opleggers werd gegeven. Het contract had een waarde van £ 27,25 miljoen, dit impliceert een gemiddelde prijs voor trekker en oplegger van £ 218.000. Hierbij viel de keuze op de Rolls-Royce motor. Ze werden in de periode van 1983 tot en met 1985 geleverd, met het Royal Corps of Transport als enige klant. De meeste voertuigen werden gebruikt door het Britse leger in Duitsland en slechts een beperkt aantal heeft in Verenigd Koninkrijk rondgereden. Ze zijn ook ingezet tijdens de Golfoorlog (1990-1991). De introductie van de tien ton zwaardere Challenger 2 tank leidde niet tot transportproblemen voor de Commander en oplegger.
Aan het begin van de 21e eeuw zijn alle trekkers vervangen door Oshkosh M1070's.

## Beschrijving
Het voertuig kent een standaardindeling met vooraan de motor, in het midden de cabine en achteraan de koppelschotel voor de oplegger. De cabine biedt plaats aan een chauffeur en commandant en eventueel daarachter kunnen nog twee of drie personen zitten of hier waren twee ligbedden.
Het voertuig heeft een lengte van 9,1 meter, is 3,3 meter breed en maximaal 3,5 meter hoog. Het leeggewicht is bijna 20 ton. Inclusief oplegger met lading is het totaal gewicht van de combinatie 104 ton.
De V-12 dieselmotor heeft een vermogen van 625 pk bij 2100 toeren per minuut. De brandstoftanks hebben een capaciteit van 817 liter. Achter de motor zit een Allison CLBT 6061 versnellingsbak met zes versnellingen. Het voertuig is voorzien van een lier om zware ladingen op de oplegger te trekken. De capaciteit van de lier is 20 ton. 